# Ducado de Alburquerque
El ducado de Alburquerque es un título nobiliario español de carácter hereditario concedido por real cédula de Enrique IV de Castilla de 26 de noviembre de 1464 a su valido Beltrán de la Cueva, siendo una de las mercedes que este obtuvo por su renuncia al cargo de Gran Maestre de la Orden de Santiago. Es el título principal de la Casa de Alburquerque.
Su nombre hace referencia a la villa de Alburquerque (Badajoz), y pertenece al grupo de los denominados grandes de España de 1520, primeros títulos españoles en obtener la grandeza de España por merced de Carlos I de España tras su coronación como Emperador del Sacro Imperio Romano Germánico.
Su actual propietario es Juan Miguel Osorio y Bertrán de Lis, que ocupa el décimo noveno lugar en la lista de sucesión en el título.

## Antecedentes
Enrique IV de Castilla había otorgado a su valido Beltrán de la Cueva el Maestrazgo de la Orden de Santiago, hecho que irritó tanto a la nobleza castellana, por lo que el monarca le pidió que renunciase a dicha dignidad. A cambio de ello, recibiría las villas de Anguix, Cuéllar, Alburquerque con el título de ducado, Roa, La Codosera, Aranda, Molina de Aragón y Atienza, y debía alejarse por un tiempo de la Corte. A todas estas dignidades habría de unirse la concesión del condado de Huelma, por real cédula de 20 de agosto de 1474, ya que don Beltrán había cedido el condado de Ledesma a su hijo primogénito.
Hacia 1530 el emperador Carlos V concede el título de marqués de Cuéllar a Francisco Fernández de la Cueva y Girón, IV duque de Alburquerque y biznieto de Beltrán. A partir de 1562 el marquesado de Cuéllar será el título que llevarán los herederos al ducado, vinculando así ambos títulos. Por tanto, todos los duques de Alburquerque poseyeron unidos los títulos de ducado de Alburquerque, el marquesado de Cuéllar y los condados de Ledesma y de Huelma.
En el siglo XVII se extingue la rama primogénita más directa al morir el quinto duque sin sucesión, heredando el ducado los descendientes del segundo duque, línea que continúa hasta 1757 cuando fallece sin sucesión Francisco Fernández de la Cueva y de la Cerda, XI duque. De acuerdo a las cláusulas de fundación del mayorazgo, recayó en la Casa condal de Siruela, manteniendo el apellido originario y añadiendo otros títulos nobiliarios a la Casa. Esta línea no perdura ni un siglo, pues en 1811 muere en Londres su último portador, José Miguel de la Cueva y de la Cerda, el XIV duque. Se inicia entonces un largo pleito por la división de las casas y mayorazgos acumulados en su persona, que duró hasta 1830, recayendo el ducado de Alburquerque y sus estados correspondientes en la gran familia de los Osorio, marqueses de Alcañices y de los Balbases, en la que perdura en la actualidad.

## Real cédula de concesión
Por Real Cédula fechada en 20 de agosto de 1464 el rey concede a Beltrán de la Cueva el ducado, exponiendo:

Don Enrique por la graçia de Dios, rey de Castilla, de Leon, de Toledo, de Galiçia, de Seuilla, de Cordoua, de Murçia, de Jahen, del Algarbe, de Algeçira, de Gibraltar, señor de Viçcaya é de Molina... Por ende, conosçiendo lo susodicho é asi mesmo conosçiendo la muy grand fidelidad é lealtad que yo siempre he fallado é fallé en vos Don Beltran de la Cueva, maestre de la orden de la caballeria de Santiago, conde de Ledesma é del mi Consejo, é el amor é çinçero deseo que siempre avedes mostrado é mostrades á mi serviçio é á guarda de mi persona é estado é dignidad real é al bien de la cosa pública de mis regnos é la noblesa e eroycas virtudes de que Dios doctó vuestra persona, é que sois buen merescedor de lo que esta mi carta contenido... fago vos mi duque de la vuestra villa de Alburquerque; el qual dicho nombre de Duque quiere deçir aparcero del Rey é cabdillo de sus gentes...

## Duques de Alburquerque
|                                  | Titular                                               | Periodo                     | Cargos destacados                                                              |
| Primera línea (1464 - 1571)      | Primera línea (1464 - 1571)                           | Primera línea (1464 - 1571) | Primera línea (1464 - 1571)                                                    |
| -------------------------------- | ----------------------------------------------------- | --------------------------- | ------------------------------------------------------------------------------ |
| I                                | Beltrán de la Cueva y Mercado                         | 1464-1492                   | Gran Maestre de la Orden de Santiago                                           |
| II                               | Francisco Fernández de la Cueva y Mendoza             | 1492-1526                   |                                                                                |
| III                              | Beltrán II de la Cueva y Toledo                       | 1526-1560                   | Virrey de Aragón Virrey de Navarra                                             |
| IV                               | Francisco Fernández de la Cueva y Girón               | 1560-1563                   | Conquistador de La Goleta y Saint Jean de Luz                                  |
| V                                | Gabriel III de la Cueva y Girón                       | 1565-1571                   | Virrey de Navarra Gobernador de Milán                                          |
| Segunda línea (1571-1757)        |                                                       |                             |                                                                                |
| VI                               | Beltrán III de la Cueva y Castilla                    | 1573-1612                   | Virrey de Aragón                                                               |
| VII                              | Francisco Fernández de la Cueva                       | 1612-1637                   | Virrey de Cataluña Virrey de Sicilia                                           |
| VIII                             | Francisco Fernández de la Cueva y Enríquez de Cabrera | 1637-1676                   | Virrey de Nueva España Virrey de Sicilia Mayordomo mayor del Rey               |
| IX                               | Melchor Fernández de la Cueva y Enríquez de Cabrera   | 1676-1686                   | Capitán General de la Mar Océano                                               |
| X                                | Francisco Fernández de la Cueva y de la Cueva         | 1686-1733                   | Virrey de Nueva España                                                         |
| XI                               | Francisco Fernández de la Cueva y de la Cerda         | 1733-1757                   | Capitán general de la Mar Océano Caballerizo mayor del Rey                     |
| Tercera línea (1757-1811)        |                                                       |                             |                                                                                |
| XII                              | Pedro Miguel de la Cueva y Guzmán                     | 1757-1762                   | Mariscal de Campo de los Reales Ejércitos                                      |
| XIII                             | Miguel de la Cueva y Enríquez de Navarra              | 1762-1803                   | Virrey de Aragón                                                               |
| XIV                              | José Miguel de la Cueva y de la Cerda                 | 1803-1811                   | Teniente general de los Reales Ejércitos                                       |
| Cuarta línea (1830 - actualidad) |                                                       |                             |                                                                                |
| XV                               | Nicolás Osorio y Zayas                                | 1830-1866                   | Senador del Reino Mayordomo mayor del rey consorte                             |
| XVI                              | José Osorio y Silva                                   | 1866-1909                   | Alcalde-corregidor y gobernador de Madrid Jefe Superior del Palacio            |
| XVII                             | Miguel Osorio y Martos                                | 1910-1942                   | Gentilhombre grande de España con ejercicio y servidumbre del rey Alfonso XIII |
| XVIII                            | Beltrán Alfonso Osorio y Díez de Rivera               | 1942-1994                   | Jefe de la Casa de los condes de Barcelona                                     |
| XIX                              | Juan Miguel Osorio y Bertrán de Lis                   | actual titular              |                                                                                |

## Historia de los duques de Alburquerque
- Beltrán de la Cueva (Úbeda, c. 1435-Cuéllar, 1 de noviembre de 1492), I duque de Alburquerque, I conde de Ledesma y I conde de Huelma y Gran Maestre de la Orden de Santiago.[3]

Casó en primeras nupcias en 1462 con Mencía de Mendoza (m. enero de 1476), hija de Diego Hurtado de Mendoza, I duque del Infantado, y de Brianda de Luna. Después de enviudar, contrajo un segundo matrimonio con Mencía Enríquez de Toledo (m. antes del 28 de julio de 1477), hija de García Álvarez de Toledo, I duque de Alba, y de María Enríquez. Casó en terceras nupcias alrededor de 1482 con María de Velasco, viuda de Juan Pacheco, I marqués de Villena e hija de Pedro Fernández de Velasco, II conde de Haro y condestable de Castilla, y de su esposa Mencía de Mendoza.  Le sucedió su hijo del primer matrimonio:
- Francisco Fernández de la Cueva y Mendoza (Cuéllar, 25 de agosto de 1467-Cuéllar, 4 de junio de 1526), II duque de Alburquerque,[4] marqués de Ledesma y Huelma. En 1520 el emperador Carlos V le incluyó entre los Grandes de España de primera creación.

Casó con Francisca de Toledo, hija de los I duques de Alba. Le sucedió su hijo:
- Beltrán de la Cueva y Toledo, III duque de Alburquerque, virrey de Aragón y virrey de Navarra, general de los Reales Ejércitos y caballero del Toisón de Oro.[5]

Casó el 15 de marzo de 1508 con Isabel Girón y Velasco (m. 1544), de los duques de Osuna. Le sucedió su hijo:
- Francisco Fernández de la Cueva y Girón (Cuéllar, 1510-Cuéllar, 1563), IV duque de Alburquerque y I marqués de Cuéllar en 1562 por concesión de Felipe II.

Casó en primeras nupcias con Constanza de Leyva,  de quien tuvo a un hijo que murió en la infancia y a Isabel que murió soltera. En segundas nupcias, casó en febrero de 1549 con María Fernández de Córdoba y Zúñiga de quien nació Isabel de la Cueva y Córdoba que caso con el IV duque de Alburquerque. Le sucedió su hermano:
- Gabriel III de la Cueva y Girón (m. 1571), V duque de Alburquerque, virrey de Navarra y gobernador de Milán.[5]

Casó con su sobrina Juana de la Lama y de la Cueva, marquesa de Ladrada. Solo tuvo hijas de este matrimonio que no pudieron suceder en la Casa Alburquerque, por la agnación rigurosa que estableció el primer poseedor. Le sucedió su primo:
- Beltrán III de la Cueva y Castilla (m. 13 de marzo de 1612), VI duque de Alburquerque,[5] virrey de Aragón, miembro del Consejo de Estado[5] y mayordomo mayor del rey Felipe II. Era hijo de Diego de la Cueva y Toledo y de María de Castilla.

Casó con su sobrina Isabel de la Cueva y Córdoba. Tras enviudar se casó con Ana Fernández de Córdoba.  Le sucedió su hijo del primer matrimonio:
- Francisco Fernández de la Cueva (m. 19 de julio de 1637), VII duque de Alburquerque,[5] virrey de Cataluña y virrey de Sicilia, embajador en Roma y miembro del Consejo de Estado y de guerra.

Casó en primeras nupcias el 23 de agosto de 1598 con Antonia Álvarez de Toledo (m. 1600). Contrajo un segundo matrimonio con Ana María Manrique de Padilla (m. 1603).  Casó en terceras nupcias el 22 de enero de 1614 con Ana Enríquez de Cabrera y Colonna, hija de los duques de Medina de Rioseco. Le sucedió su hijo del tercer matrimonio:
- Francisco Fernández de la Cueva y Enríquez de Cabrera (m. 27 de marzo de 1676), VIII duque de Alburquerque,[5] virrey de Nueva España y virrey de Sicilia, teniente general del Mar, miembro del consejo de Estado y de guerra y embajador en Alemania.

Casó el 12 de enero de 1645 con Juana Francisca Díez de Aux y Armendáriz, II marquesa de Cadreita. Le sucedió su hermano:
- Melchor Fernández de la Cueva y Enríquez de Cabrera (m. 21 de octubre de 1686), IX duque de Alburquerque, capitán general de la armada del Mar Océano, miembro del Consejo de Estado y de guerra.[5]

Casó el 29 de septiembre de 1663 con su sobrina Ana Rosalía de la Cueva y Díez de Aux y Armendariz, III marquesa de Cadreita. Le sucedió su hijo:
- Francisco Fernández de la Cueva y de la Cueva (Sicilia, 17 de noviembre de 1666-23 de octubre de 1733), X duque de Alburquerque, IV marqués de Cadreita,[6] X conde de Ledesma, X conde de Huelma, X marqués de Cuéllar, VI conde de la Torre, caballero de la Orden de Santiago, caballero de la Orden del Toisón de Oro, XXXII gobernador y XXVI virrey de México, etc.[7]

Casó el 6 de febrero de 1684 con Ana de la Cerda y Aragón, hija de los duques de Medinaceli. Su hija Ana Catalina de la Cueva y de la Cerda casó con Carlos Ambrosio Spínola de la Cerda, duque de Sesto. Fueron padres de María Dominga Spínola de la Cueva, que se casó el 9 de febrero de 1754 con Manuel José Osorio y Fernández de Velasco, XIV Marquesado de Alcañices, marqués de Alcañices. Fueron padres de Manuel Miguel Osorio y Spínola, duque de Sesto, que contrajo matrimonio el 28 de febrero de 1786 con María Aldonza de las Mercedes de Zayas y Benavides, III duquesa de Algete. Fueron padres de Nicolás Osorio y Zayas, XV duque de Alburquerque. Le sucedió su hijo:
- Francisco Fernández de la Cueva y de la Cerda (Madrid, 28 de septiembre de 1692-23 de junio de 1757), XI duque de Alburquerque,[5] V marqués de Cadreita, XI conde de Ledesma, XI conde de Huelma, XI marqués de Cuéllar, VII conde de la Torre, caballerizo mayor, capitán general del Mar Océano y caballero del Toisón de Oro.[9]

Contrajo matrimonio el 7 de noviembre de 1734 con Agustina de Silva y Mendoza. Fueron padres de Francisco de Asís Fernández de la Cueva y Silva, que fue XII marqués de Cuéllar, pero que no heredó el ducado de Alburquerque y otros títulos al fallecer antes que su padre. La Casa de Alburquerque pasó a su pariente lejano Pedro Miguel de la Cueva.
- Pedro Miguel de la Cueva y Guzmán (m. 27 de octubre de 1762), XII duque de Alburquerque[5] y mariscal de Campo de los Reales Ejércitos.

Casó el 19 de abril de 1735 con Antonia Benita Enríquez Dávalos. Le sucedió su hijo:
- Miguel de la Cueva y Enríquez de Navarra (m. (m. 20 de octubre de 1803), XIII duque de Alburquerque,[5] lugarteniente general de Aragón, caballero del Toisón de Oro y teniente general de los Reales Ejércitos.

Casó el 7 de diciembre de 1766 con Cayetana María de la Cerda y Cernesio. Al fallecer sin hijos varones, la Casa de Alburquerque volvió a los descendientes de la rama principal.
- José Miguel de la Cueva y de la Cerda (m. 18 de febrero de 1811),XIV duque de Alburquerque,[5] teniente general de los Reales Ejércitos y embajador en Inglaterra.

Casó el 13 de junio de 1799 con Escolástica Gutiérrez de los Ríos y Sarmiento. Le sucedió su pariente:
- Nicolás Pérez Osorio y Zayas (Madrid, 13 de febrero de 1799-31 de enero de 1866), XV duque de Alburquerque,[5] X marqués de Cadreita,[10]  XVI marqués de Alcañices,[10] VIII duque de Sesto,[10] VIII marqués de los Balbases,[10] XV conde de Ledesma, XV conde de Huelma, XVI marqués de Cuéllar, XI marqués de Montaos, XI conde de Grajal, XIII conde de Fuensaldaña, XI conde de Villaumbrosa, IV duque de Algete, etc., senador, mayordomo mayor del rey Alfonso XII, caballero gran cruz de la Real Orden de Carlos III  y caballero de la Orden del Toisón de Oro.[11] Era hijo de Manuel Miguel Osorio y Spínola de la Cueva, VII duque de Sesto[11] —sobrino nieto del XI duque y biznieto del X duque de Alburquerque—,  y de María de las Mercedes Zayas y Benavides, IV duquesa de Algete.[11]

Casó el 12 de septiembre de 1822 con Inés Francisca de Silva y Téllez-Girón, hija de José Gabriel de Silva-Bazán y Waldstein, X marqués de Santa Cruz de Mudela, y de Joaquina Téllez-Girón y Pimentel, II condesa de Osilo. Le sucedió su hijo:
- José Isidro Osorio y Silva (m. 30 de diciembre de 1909), XVI duque de Alburquerque,[13] XI marqués de Cadreita,[14] XVI conde de Ledesma, XVI conde de Huelma, XVII marqués de Cuéllar, XIII conde de la Torre, XVII marqués de Alcañices, IX marqués de los Balbases, IX y último duque de Sesto, IX conde de la Corzana, XII conde de Grajal, etc.,[14] mayordomo mayor del rey y caballero del Toisón de Oro.[13]

Casó el 4 de abril de 1868 con la princesa rusa Sofía Troubetzkoy, viuda del duque Carlos Augusto de Morny, medio hermano de Napoleón III. Le sucedió su sobrino nieto, hijo de José Ramón Osorio y Heredia, IX conde de la Corzana y III marqués de los Arenales, y de Narcisa de Martos y Arizcún.
- Miguel Osorio y Martos (m. 29 de junio de 1942), XVII duque de Alburquerque[13] y XVIII marqués de Alcañices.[15]

Casó el 29 de junio de 1914 con Inés Díez de Rivera y de Figueroa, hija de Pedro Díez de Rivera y Muro, conde de Almodóvar, y de Francisca de Figueroa y Torres-Sotomayor. Le sucedió su hijo:
- Beltrán Alfonso Osorio y Díez de Rivera (Madrid, 15 de diciembre de 1918-Algete, 8 de febrero de 1994), XVIII duque de Alburquerque,[15] VIII duque de Algete, XIX marqués de Alcañices, XI marqués de los Balbases, XIII marqués de Cadreita, XVII marqués de Cuéllar, etc.[16][15] Ocupó el puesto de Jefe de la Casa de Juan de Borbón y Battenberg, conde de Barcelona y padre del rey Juan Carlos I de España, entre 1954 y 1993. Participó en los Juegos Olímpicos de Helsinki donde obtuvo un segundo puesto y en los de Roma. En 1964 ganó el Campeonato Hípico de Europa, el «Manteau de Coeur» en el Hipódromo de la Zarzuela en 1956.[15]

Casó el 2 de octubre de 1952 con Teresa Bertrán de Lis y Pidal, hija de Vicente Carlos Luis Beltrán de Lis y Gurowski, II marqués de Bondad Real, grande de España, y de  María de la Concepción Pidal y Chico de Guzmán. Tras enviudar, contrajo matrimonio el 27 de junio de 1974 con María Cristina de Malcampo y San Miguel, XV duquesa del Parque y VII duquesa de San Lorenzo de Valhermoso, dos veces grande de España, condesa de Joló y vizcondesa de Mindanao, hija de José Malcampo y Fernández de Villavicencio y de María Rosa San Miguel y Martínez Campos. Le sucedió su hijo:
- Juan Miguel Osorio y Bertrán de Lis (n. Madrid, 7 de noviembre de 1958), XIX duque de Alburquerque,[13] XIV marqués de Cadreita,[16] IX duque de Algete, XX marqués de Alcañices, IX marqués de Cullera, XV marqués de Montaos, XIX conde de Ledesma, XI conde de Huelma, etc.[17]

Casó en Algete el 7 de julio de 1984 con Beatriz Letelier y Bomchill. Posteriormente contrajo matrimonio el 25 de julio de 1996 con Blanca Suelves y Figueroa, hija de José Suelves y Ponsich, marqués de Tamarit y de Victoria Eugenia de Figueroa y Borbón. Son sus hijos Beatriz Osorio y Letelier, Nicolás Beltrán Osorio y Letelier, Blanca Osorio y Suelves y Luis Osorio y Suelves.

### Árbol genealógico
| Duques de Alburquerque  |
| ----------------------- |
| Titulares Pretendientes |

|                                                                       |                                                                       |                                                                       |                                                                       |                                                                       |                                                                       |  |  |                                                                       |                                                                       |                                                                       |                                                                       |                                                                       |                                                                       |  |  |                                                                               |                                                                               |                                                                               |                                                                               |                                                                               |                                                                               |                                                                      |                                                                      | Beltrán de la Cueva, i duque de Alburquerque († 1492)                          |                                                                                |                                                                                |                                                                                |                                                                                |                                                                                |  |  |                                                                                                   |                                                                                                   |                                                                                                   |                                                                                                   |                                                                                                   |                                                                                                   |  |  | | | | | | |  |  |  |  |  |  |  |  |  |  |  |  |  |  |  |  |  |  |  |  |  |  |
|                                                                       |                                                                       |                                                                       |                                                                       |                                                                       |                                                                       |  |  |                                                                       |                                                                       |                                                                       |                                                                       |                                                                       |                                                                       |  |  |                                                                               |                                                                               |                                                                               |                                                                               |                                                                               |                                                                               |                                                                      |                                                                      |                                                                                |                                                                                |                                                                                |                                                                                |                                                                                |                                                                                |  |  |                                                                                                   |                                                                                                   |                                                                                                   |                                                                                                   |                                                                                                   |                                                                                                   |  |  | | | | | | |  |  |  |  |  |  |  |  |  |  |  |  |  |  |  |  |  |  |  |  |  |  |
|                                                                       |                                                                       |                                                                       |                                                                       |                                                                       |                                                                       |  |  |                                                                       |                                                                       |                                                                       |                                                                       |                                                                       |                                                                       |  |  |                                                                               |                                                                               |                                                                               |                                                                               |                                                                               |                                                                               |                                                                      |                                                                      |                                                                                |                                                                                |                                                                                |                                                                                |                                                                                |                                                                                |  |  |                                                                                                   |                                                                                                   |                                                                                                   |                                                                                                   |                                                                                                   |                                                                                                   |  |  | | | | | | |  |  |  |  |  |  |  |  |  |  |  |  |  |  |  |  |  |  |  |  |  |  |
|                                                                       |                                                                       |                                                                       |                                                                       |                                                                       |                                                                       |  |  | Francisco Fernández de la Cueva, ii duque de Alburquerque (1467-1526) | Francisco Fernández de la Cueva, ii duque de Alburquerque (1467-1526) | Francisco Fernández de la Cueva, ii duque de Alburquerque (1467-1526) | Francisco Fernández de la Cueva, ii duque de Alburquerque (1467-1526) | Francisco Fernández de la Cueva, ii duque de Alburquerque (1467-1526) | Francisco Fernández de la Cueva, ii duque de Alburquerque (1467-1526) |  |  |                                                                               |                                                                               |                                                                               |                                                                               |                                                                               |                                                                               |                                                                      |                                                                      |                                                                                |                                                                                |                                                                                |                                                                                |                                                                                |                                                                                |  |  |                                                                                                   |                                                                                                   |                                                                                                   |                                                                                                   |                                                                                                   |                                                                                                   |  |  | Cristóbal de la Cueva, conde de Siruela († 1542)                                                            | Cristóbal de la Cueva, conde de Siruela († 1542)                                                            | Cristóbal de la Cueva, conde de Siruela († 1542)                                                            | Cristóbal de la Cueva, conde de Siruela († 1542)                                                            | Cristóbal de la Cueva, conde de Siruela († 1542)                                                            | Cristóbal de la Cueva, conde de Siruela († 1542)                                                            |  |  |  |  |  |  |  |  |  |  |  |  |  |  |  |  |  |  |  |  |  |  |
|                                                                       |                                                                       |                                                                       |                                                                       |                                                                       |                                                                       |  |  | Francisco Fernández de la Cueva, ii duque de Alburquerque (1467-1526) | Francisco Fernández de la Cueva, ii duque de Alburquerque (1467-1526) | Francisco Fernández de la Cueva, ii duque de Alburquerque (1467-1526) | Francisco Fernández de la Cueva, ii duque de Alburquerque (1467-1526) | Francisco Fernández de la Cueva, ii duque de Alburquerque (1467-1526) | Francisco Fernández de la Cueva, ii duque de Alburquerque (1467-1526) |  |  |                                                                               |                                                                               |                                                                               |                                                                               |                                                                               |                                                                               |                                                                      |                                                                      |                                                                                |                                                                                |                                                                                |                                                                                |                                                                                |                                                                                |  |  |                                                                                                   |                                                                                                   |                                                                                                   |                                                                                                   |                                                                                                   |                                                                                                   |  |  | Cristóbal de la Cueva, conde de Siruela († 1542)                                                            | Cristóbal de la Cueva, conde de Siruela († 1542)                                                            | Cristóbal de la Cueva, conde de Siruela († 1542)                                                            | Cristóbal de la Cueva, conde de Siruela († 1542)                                                            | Cristóbal de la Cueva, conde de Siruela († 1542)                                                            | Cristóbal de la Cueva, conde de Siruela († 1542)                                                            |  |  |  |  |  |  |  |  |  |  |  |  |  |  |  |  |  |  |  |  |  |  |
|                                                                       |                                                                       |                                                                       |                                                                       |                                                                       |                                                                       |  |  |                                                                       |                                                                       |                                                                       |                                                                       |                                                                       |                                                                       |  |  |                                                                               |                                                                               |                                                                               |                                                                               |                                                                               |                                                                               |                                                                      |                                                                      |                                                                                |                                                                                |                                                                                |                                                                                |                                                                                |                                                                                |  |  |                                                                                                   |                                                                                                   |                                                                                                   |                                                                                                   |                                                                                                   |                                                                                                   |  |  | | | | | | |  |  |  |  |  |  |  |  |  |  |  |  |  |  |  |  |  |  |  |  |  |  |
|                                                                       |                                                                       |                                                                       |                                                                       |                                                                       |                                                                       |  |  | Beltrán de la Cueva, iii duque de Alburquerque (1478-1560)            | Beltrán de la Cueva, iii duque de Alburquerque (1478-1560)            | Beltrán de la Cueva, iii duque de Alburquerque (1478-1560)            | Beltrán de la Cueva, iii duque de Alburquerque (1478-1560)            | Beltrán de la Cueva, iii duque de Alburquerque (1478-1560)            | Beltrán de la Cueva, iii duque de Alburquerque (1478-1560)            |  |  | Diego de la Cueva y Toledo († 1551)                                           | Diego de la Cueva y Toledo († 1551)                                           | Diego de la Cueva y Toledo († 1551)                                           | Diego de la Cueva y Toledo († 1551)                                           | Diego de la Cueva y Toledo († 1551)                                           | Diego de la Cueva y Toledo († 1551)                                           |                                                                      |                                                                      |                                                                                |                                                                                |                                                                                |                                                                                |                                                                                |                                                                                |  |  |                                                                                                   |                                                                                                   |                                                                                                   |                                                                                                   |                                                                                                   |                                                                                                   |  |  | Gabriel de Velasco, v conde de Siruela (1533-1580)                                                          | Gabriel de Velasco, v conde de Siruela (1533-1580)                                                          | Gabriel de Velasco, v conde de Siruela (1533-1580)                                                          | Gabriel de Velasco, v conde de Siruela (1533-1580)                                                          | Gabriel de Velasco, v conde de Siruela (1533-1580)                                                          | Gabriel de Velasco, v conde de Siruela (1533-1580)                                                          |  |  |  |  |  |  |  |  |  |  |  |  |  |  |  |  |  |  |  |  |  |  |
|                                                                       |                                                                       |                                                                       |                                                                       |                                                                       |                                                                       |  |  | Beltrán de la Cueva, iii duque de Alburquerque (1478-1560)            | Beltrán de la Cueva, iii duque de Alburquerque (1478-1560)            | Beltrán de la Cueva, iii duque de Alburquerque (1478-1560)            | Beltrán de la Cueva, iii duque de Alburquerque (1478-1560)            | Beltrán de la Cueva, iii duque de Alburquerque (1478-1560)            | Beltrán de la Cueva, iii duque de Alburquerque (1478-1560)            |  |  | Diego de la Cueva y Toledo († 1551)                                           | Diego de la Cueva y Toledo († 1551)                                           | Diego de la Cueva y Toledo († 1551)                                           | Diego de la Cueva y Toledo († 1551)                                           | Diego de la Cueva y Toledo († 1551)                                           | Diego de la Cueva y Toledo († 1551)                                           |                                                                      |                                                                      |                                                                                |                                                                                |                                                                                |                                                                                |                                                                                |                                                                                |  |  |                                                                                                   |                                                                                                   |                                                                                                   |                                                                                                   |                                                                                                   |                                                                                                   |  |  | Gabriel de Velasco, v conde de Siruela (1533-1580)                                                          | Gabriel de Velasco, v conde de Siruela (1533-1580)                                                          | Gabriel de Velasco, v conde de Siruela (1533-1580)                                                          | Gabriel de Velasco, v conde de Siruela (1533-1580)                                                          | Gabriel de Velasco, v conde de Siruela (1533-1580)                                                          | Gabriel de Velasco, v conde de Siruela (1533-1580)                                                          |  |  |  |  |  |  |  |  |  |  |  |  |  |  |  |  |  |  |  |  |  |  |
|                                                                       |                                                                       |                                                                       |                                                                       |                                                                       |                                                                       |  |  |                                                                       |                                                                       |                                                                       |                                                                       |                                                                       |                                                                       |  |  |                                                                               |                                                                               |                                                                               |                                                                               |                                                                               |                                                                               |                                                                      |                                                                      |                                                                                |                                                                                |                                                                                |                                                                                |                                                                                |                                                                                |  |  |                                                                                                   |                                                                                                   |                                                                                                   |                                                                                                   |                                                                                                   |                                                                                                   |  |  | | | | | | |  |  |  |  |  |  |  |  |  |  |  |  |  |  |  |  |  |  |  |  |  |  |
| Francisco Fernández de la Cueva, iv duque de Alburquerque (1510-1563) | Francisco Fernández de la Cueva, iv duque de Alburquerque (1510-1563) | Francisco Fernández de la Cueva, iv duque de Alburquerque (1510-1563) | Francisco Fernández de la Cueva, iv duque de Alburquerque (1510-1563) | Francisco Fernández de la Cueva, iv duque de Alburquerque (1510-1563) | Francisco Fernández de la Cueva, iv duque de Alburquerque (1510-1563) |  |  | Gabriel de la Cueva, v duque de Alburquerque († 1571)                 | Gabriel de la Cueva, v duque de Alburquerque († 1571)                 | Gabriel de la Cueva, v duque de Alburquerque († 1571)                 | Gabriel de la Cueva, v duque de Alburquerque († 1571)                 | Gabriel de la Cueva, v duque de Alburquerque († 1571)                 | Gabriel de la Cueva, v duque de Alburquerque († 1571)                 |  |  | Beltrán de la Cueva, vi duque de Alburquerque (1551-1612)                     | Beltrán de la Cueva, vi duque de Alburquerque (1551-1612)                     | Beltrán de la Cueva, vi duque de Alburquerque (1551-1612)                     | Beltrán de la Cueva, vi duque de Alburquerque (1551-1612)                     | Beltrán de la Cueva, vi duque de Alburquerque (1551-1612)                     | Beltrán de la Cueva, vi duque de Alburquerque (1551-1612)                     |                                                                      |                                                                      |                                                                                |                                                                                |                                                                                |                                                                                |                                                                                |                                                                                |  |  |                                                                                                   |                                                                                                   |                                                                                                   |                                                                                                   |                                                                                                   |                                                                                                   |  |  | Cristóbal de Velasco, vi conde de Siruela († 1633)                                                          | Cristóbal de Velasco, vi conde de Siruela († 1633)                                                          | Cristóbal de Velasco, vi conde de Siruela († 1633)                                                          | Cristóbal de Velasco, vi conde de Siruela († 1633)                                                          | Cristóbal de Velasco, vi conde de Siruela († 1633)                                                          | Cristóbal de Velasco, vi conde de Siruela († 1633)                                                          |  |  |  |  |  |  |  |  |  |  |  |  |  |  |  |  |  |  |  |  |  |  |
| Francisco Fernández de la Cueva, iv duque de Alburquerque (1510-1563) | Francisco Fernández de la Cueva, iv duque de Alburquerque (1510-1563) | Francisco Fernández de la Cueva, iv duque de Alburquerque (1510-1563) | Francisco Fernández de la Cueva, iv duque de Alburquerque (1510-1563) | Francisco Fernández de la Cueva, iv duque de Alburquerque (1510-1563) | Francisco Fernández de la Cueva, iv duque de Alburquerque (1510-1563) |  |  | Gabriel de la Cueva, v duque de Alburquerque († 1571)                 | Gabriel de la Cueva, v duque de Alburquerque († 1571)                 | Gabriel de la Cueva, v duque de Alburquerque († 1571)                 | Gabriel de la Cueva, v duque de Alburquerque († 1571)                 | Gabriel de la Cueva, v duque de Alburquerque († 1571)                 | Gabriel de la Cueva, v duque de Alburquerque († 1571)                 |  |  | Beltrán de la Cueva, vi duque de Alburquerque (1551-1612)                     | Beltrán de la Cueva, vi duque de Alburquerque (1551-1612)                     | Beltrán de la Cueva, vi duque de Alburquerque (1551-1612)                     | Beltrán de la Cueva, vi duque de Alburquerque (1551-1612)                     | Beltrán de la Cueva, vi duque de Alburquerque (1551-1612)                     | Beltrán de la Cueva, vi duque de Alburquerque (1551-1612)                     |                                                                      |                                                                      |                                                                                |                                                                                |                                                                                |                                                                                |                                                                                |                                                                                |  |  |                                                                                                   |                                                                                                   |                                                                                                   |                                                                                                   |                                                                                                   |                                                                                                   |  |  | Cristóbal de Velasco, vi conde de Siruela († 1633)                                                          | Cristóbal de Velasco, vi conde de Siruela († 1633)                                                          | Cristóbal de Velasco, vi conde de Siruela († 1633)                                                          | Cristóbal de Velasco, vi conde de Siruela († 1633)                                                          | Cristóbal de Velasco, vi conde de Siruela († 1633)                                                          | Cristóbal de Velasco, vi conde de Siruela († 1633)                                                          |  |  |  |  |  |  |  |  |  |  |  |  |  |  |  |  |  |  |  |  |  |  |
|                                                                       |                                                                       |                                                                       |                                                                       |                                                                       |                                                                       |  |  |                                                                       |                                                                       |                                                                       |                                                                       |                                                                       |                                                                       |  |  |                                                                               |                                                                               |                                                                               |                                                                               |                                                                               |                                                                               |                                                                      |                                                                      |                                                                                |                                                                                |                                                                                |                                                                                |                                                                                |                                                                                |  |  |                                                                                                   |                                                                                                   |                                                                                                   |                                                                                                   |                                                                                                   |                                                                                                   |  |  | | | | | | |  |  |  |  |  |  |  |  |  |  |  |  |  |  |  |  |  |  |  |  |  |  |
|                                                                       |                                                                       |                                                                       |                                                                       |                                                                       |                                                                       |  |  | María de la Cueva, vi duquesa de Alburquerque                         | María de la Cueva, vi duquesa de Alburquerque                         | María de la Cueva, vi duquesa de Alburquerque                         | María de la Cueva, vi duquesa de Alburquerque                         | María de la Cueva, vi duquesa de Alburquerque                         | María de la Cueva, vi duquesa de Alburquerque                         |  |  | Francisco Fernández de la Cueva, vii duque de Alburquerque (1575-1637)        | Francisco Fernández de la Cueva, vii duque de Alburquerque (1575-1637)        | Francisco Fernández de la Cueva, vii duque de Alburquerque (1575-1637)        | Francisco Fernández de la Cueva, vii duque de Alburquerque (1575-1637)        | Francisco Fernández de la Cueva, vii duque de Alburquerque (1575-1637)        | Francisco Fernández de la Cueva, vii duque de Alburquerque (1575-1637)        |                                                                      |                                                                      |                                                                                |                                                                                |                                                                                |                                                                                |                                                                                |                                                                                |  |  | Gabriel de Velasco, vii conde de Siruela Con sucesión extinta en los condes de Siruela.           | Gabriel de Velasco, vii conde de Siruela Con sucesión extinta en los condes de Siruela.           | Gabriel de Velasco, vii conde de Siruela Con sucesión extinta en los condes de Siruela.           | Gabriel de Velasco, vii conde de Siruela Con sucesión extinta en los condes de Siruela.           | Gabriel de Velasco, vii conde de Siruela Con sucesión extinta en los condes de Siruela.           | Gabriel de Velasco, vii conde de Siruela Con sucesión extinta en los condes de Siruela.           |  |  | Antonio de Velasco, señor de la dehesa de Nogueros                                                          | Antonio de Velasco, señor de la dehesa de Nogueros                                                          | Antonio de Velasco, señor de la dehesa de Nogueros                                                          | Antonio de Velasco, señor de la dehesa de Nogueros                                                          | Antonio de Velasco, señor de la dehesa de Nogueros                                                          | Antonio de Velasco, señor de la dehesa de Nogueros                                                          |  |  |  |  |  |  |  |  |  |  |  |  |  |  |  |  |  |  |  |  |  |  |
|                                                                       |                                                                       |                                                                       |                                                                       |                                                                       |                                                                       |  |  | María de la Cueva, vi duquesa de Alburquerque                         | María de la Cueva, vi duquesa de Alburquerque                         | María de la Cueva, vi duquesa de Alburquerque                         | María de la Cueva, vi duquesa de Alburquerque                         | María de la Cueva, vi duquesa de Alburquerque                         | María de la Cueva, vi duquesa de Alburquerque                         |  |  | Francisco Fernández de la Cueva, vii duque de Alburquerque (1575-1637)        | Francisco Fernández de la Cueva, vii duque de Alburquerque (1575-1637)        | Francisco Fernández de la Cueva, vii duque de Alburquerque (1575-1637)        | Francisco Fernández de la Cueva, vii duque de Alburquerque (1575-1637)        | Francisco Fernández de la Cueva, vii duque de Alburquerque (1575-1637)        | Francisco Fernández de la Cueva, vii duque de Alburquerque (1575-1637)        |                                                                      |                                                                      |                                                                                |                                                                                |                                                                                |                                                                                |                                                                                |                                                                                |  |  | Gabriel de Velasco, vii conde de Siruela Con sucesión extinta en los condes de Siruela.           | Gabriel de Velasco, vii conde de Siruela Con sucesión extinta en los condes de Siruela.           | Gabriel de Velasco, vii conde de Siruela Con sucesión extinta en los condes de Siruela.           | Gabriel de Velasco, vii conde de Siruela Con sucesión extinta en los condes de Siruela.           | Gabriel de Velasco, vii conde de Siruela Con sucesión extinta en los condes de Siruela.           | Gabriel de Velasco, vii conde de Siruela Con sucesión extinta en los condes de Siruela.           |  |  | Antonio de Velasco, señor de la dehesa de Nogueros                                                          | Antonio de Velasco, señor de la dehesa de Nogueros                                                          | Antonio de Velasco, señor de la dehesa de Nogueros                                                          | Antonio de Velasco, señor de la dehesa de Nogueros                                                          | Antonio de Velasco, señor de la dehesa de Nogueros                                                          | Antonio de Velasco, señor de la dehesa de Nogueros                                                          |  |  |  |  |  |  |  |  |  |  |  |  |  |  |  |  |  |  |  |  |  |  |
|                                                                       |                                                                       |                                                                       |                                                                       |                                                                       |                                                                       |  |  |                                                                       |                                                                       |                                                                       |                                                                       |                                                                       |                                                                       |  |  |                                                                               |                                                                               |                                                                               |                                                                               |                                                                               |                                                                               |                                                                      |                                                                      |                                                                                |                                                                                |                                                                                |                                                                                |                                                                                |                                                                                |  |  |                                                                                                   |                                                                                                   |                                                                                                   |                                                                                                   |                                                                                                   |                                                                                                   |  |  | | | | | | |  |  |  |  |  |  |  |  |  |  |  |  |  |  |  |  |  |  |  |  |  |  |
|                                                                       |                                                                       |                                                                       |                                                                       |                                                                       |                                                                       |  |  |                                                                       |                                                                       |                                                                       |                                                                       |                                                                       |                                                                       |  |  | Francisco Fernández de la Cueva, viii duque de Alburquerque (1619-1676)       | Francisco Fernández de la Cueva, viii duque de Alburquerque (1619-1676)       | Francisco Fernández de la Cueva, viii duque de Alburquerque (1619-1676)       | Francisco Fernández de la Cueva, viii duque de Alburquerque (1619-1676)       | Francisco Fernández de la Cueva, viii duque de Alburquerque (1619-1676)       | Francisco Fernández de la Cueva, viii duque de Alburquerque (1619-1676)       |                                                                      |                                                                      |                                                                                |                                                                                |                                                                                |                                                                                |                                                                                |                                                                                |  |  |                                                                                                   |                                                                                                   |                                                                                                   |                                                                                                   |                                                                                                   |                                                                                                   |  |  | Cristóbal de Velasco, xii conde de Siruela († 1692)                                                         | Cristóbal de Velasco, xii conde de Siruela († 1692)                                                         | Cristóbal de Velasco, xii conde de Siruela († 1692)                                                         | Cristóbal de Velasco, xii conde de Siruela († 1692)                                                         | Cristóbal de Velasco, xii conde de Siruela († 1692)                                                         | Cristóbal de Velasco, xii conde de Siruela († 1692)                                                         |  |  |  |  |  |  |  |  |  |  |  |  |  |  |  |  |  |  |  |  |  |  |
|                                                                       |                                                                       |                                                                       |                                                                       |                                                                       |                                                                       |  |  |                                                                       |                                                                       |                                                                       |                                                                       |                                                                       |                                                                       |  |  | Francisco Fernández de la Cueva, viii duque de Alburquerque (1619-1676)       | Francisco Fernández de la Cueva, viii duque de Alburquerque (1619-1676)       | Francisco Fernández de la Cueva, viii duque de Alburquerque (1619-1676)       | Francisco Fernández de la Cueva, viii duque de Alburquerque (1619-1676)       | Francisco Fernández de la Cueva, viii duque de Alburquerque (1619-1676)       | Francisco Fernández de la Cueva, viii duque de Alburquerque (1619-1676)       |                                                                      |                                                                      |                                                                                |                                                                                |                                                                                |                                                                                |                                                                                |                                                                                |  |  |                                                                                                   |                                                                                                   |                                                                                                   |                                                                                                   |                                                                                                   |                                                                                                   |  |  | Cristóbal de Velasco, xii conde de Siruela († 1692)                                                         | Cristóbal de Velasco, xii conde de Siruela († 1692)                                                         | Cristóbal de Velasco, xii conde de Siruela († 1692)                                                         | Cristóbal de Velasco, xii conde de Siruela († 1692)                                                         | Cristóbal de Velasco, xii conde de Siruela († 1692)                                                         | Cristóbal de Velasco, xii conde de Siruela († 1692)                                                         |  |  |  |  |  |  |  |  |  |  |  |  |  |  |  |  |  |  |  |  |  |  |
|                                                                       |                                                                       |                                                                       |                                                                       |                                                                       |                                                                       |  |  |                                                                       |                                                                       |                                                                       |                                                                       |                                                                       |                                                                       |  |  |                                                                               |                                                                               |                                                                               |                                                                               |                                                                               |                                                                               |                                                                      |                                                                      |                                                                                |                                                                                |                                                                                |                                                                                |                                                                                |                                                                                |  |  |                                                                                                   |                                                                                                   |                                                                                                   |                                                                                                   |                                                                                                   |                                                                                                   |  |  | | | | | | |  |  |  |  |  |  |  |  |  |  |  |  |  |  |  |  |  |  |  |  |  |  |
|                                                                       |                                                                       |                                                                       |                                                                       |                                                                       |                                                                       |  |  |                                                                       |                                                                       |                                                                       |                                                                       |                                                                       |                                                                       |  |  | Ana Rosalía de la Cueva, duquesa de Alburquerque (1647-1716)                  | Ana Rosalía de la Cueva, duquesa de Alburquerque (1647-1716)                  | Ana Rosalía de la Cueva, duquesa de Alburquerque (1647-1716)                  | Ana Rosalía de la Cueva, duquesa de Alburquerque (1647-1716)                  | Ana Rosalía de la Cueva, duquesa de Alburquerque (1647-1716)                  | Ana Rosalía de la Cueva, duquesa de Alburquerque (1647-1716)                  |                                                                      |                                                                      | Melchor Fernández de la Cueva, ix duque de Alburquerque (1625-1686)            | Melchor Fernández de la Cueva, ix duque de Alburquerque (1625-1686)            | Melchor Fernández de la Cueva, ix duque de Alburquerque (1625-1686)            | Melchor Fernández de la Cueva, ix duque de Alburquerque (1625-1686)            | Melchor Fernández de la Cueva, ix duque de Alburquerque (1625-1686)            | Melchor Fernández de la Cueva, ix duque de Alburquerque (1625-1686)            |  |  | Antonio de Velasco, xiii conde de Siruela († 1730) Con sucesión extinta en los condes de Siruela. | Antonio de Velasco, xiii conde de Siruela († 1730) Con sucesión extinta en los condes de Siruela. | Antonio de Velasco, xiii conde de Siruela († 1730) Con sucesión extinta en los condes de Siruela. | Antonio de Velasco, xiii conde de Siruela († 1730) Con sucesión extinta en los condes de Siruela. | Antonio de Velasco, xiii conde de Siruela († 1730) Con sucesión extinta en los condes de Siruela. | Antonio de Velasco, xiii conde de Siruela († 1730) Con sucesión extinta en los condes de Siruela. |  |  | Juan Gaspar de la Cueva Velasco y Ramírez de Arellano (1669-?)                                              | Juan Gaspar de la Cueva Velasco y Ramírez de Arellano (1669-?)                                              | Juan Gaspar de la Cueva Velasco y Ramírez de Arellano (1669-?)                                              | Juan Gaspar de la Cueva Velasco y Ramírez de Arellano (1669-?)                                              | Juan Gaspar de la Cueva Velasco y Ramírez de Arellano (1669-?)                                              | Juan Gaspar de la Cueva Velasco y Ramírez de Arellano (1669-?)                                              |  |  |  |  |  |  |  |  |  |  |  |  |  |  |  |  |  |  |  |  |  |  |
|                                                                       |                                                                       |                                                                       |                                                                       |                                                                       |                                                                       |  |  |                                                                       |                                                                       |                                                                       |                                                                       |                                                                       |                                                                       |  |  | Ana Rosalía de la Cueva, duquesa de Alburquerque (1647-1716)                  | Ana Rosalía de la Cueva, duquesa de Alburquerque (1647-1716)                  | Ana Rosalía de la Cueva, duquesa de Alburquerque (1647-1716)                  | Ana Rosalía de la Cueva, duquesa de Alburquerque (1647-1716)                  | Ana Rosalía de la Cueva, duquesa de Alburquerque (1647-1716)                  | Ana Rosalía de la Cueva, duquesa de Alburquerque (1647-1716)                  |                                                                      |                                                                      | Melchor Fernández de la Cueva, ix duque de Alburquerque (1625-1686)            | Melchor Fernández de la Cueva, ix duque de Alburquerque (1625-1686)            | Melchor Fernández de la Cueva, ix duque de Alburquerque (1625-1686)            | Melchor Fernández de la Cueva, ix duque de Alburquerque (1625-1686)            | Melchor Fernández de la Cueva, ix duque de Alburquerque (1625-1686)            | Melchor Fernández de la Cueva, ix duque de Alburquerque (1625-1686)            |  |  | Antonio de Velasco, xiii conde de Siruela († 1730) Con sucesión extinta en los condes de Siruela. | Antonio de Velasco, xiii conde de Siruela († 1730) Con sucesión extinta en los condes de Siruela. | Antonio de Velasco, xiii conde de Siruela († 1730) Con sucesión extinta en los condes de Siruela. | Antonio de Velasco, xiii conde de Siruela († 1730) Con sucesión extinta en los condes de Siruela. | Antonio de Velasco, xiii conde de Siruela († 1730) Con sucesión extinta en los condes de Siruela. | Antonio de Velasco, xiii conde de Siruela († 1730) Con sucesión extinta en los condes de Siruela. |  |  | Juan Gaspar de la Cueva Velasco y Ramírez de Arellano (1669-?)                                              | Juan Gaspar de la Cueva Velasco y Ramírez de Arellano (1669-?)                                              | Juan Gaspar de la Cueva Velasco y Ramírez de Arellano (1669-?)                                              | Juan Gaspar de la Cueva Velasco y Ramírez de Arellano (1669-?)                                              | Juan Gaspar de la Cueva Velasco y Ramírez de Arellano (1669-?)                                              | Juan Gaspar de la Cueva Velasco y Ramírez de Arellano (1669-?)                                              |  |  |  |  |  |  |  |  |  |  |  |  |  |  |  |  |  |  |  |  |  |  |
|                                                                       |                                                                       |                                                                       |                                                                       |                                                                       |                                                                       |  |  |                                                                       |                                                                       |                                                                       |                                                                       |                                                                       |                                                                       |  |  |                                                                               |                                                                               |                                                                               |                                                                               |                                                                               |                                                                               |                                                                      |                                                                      |                                                                                |                                                                                |                                                                                |                                                                                |                                                                                |                                                                                |  |  |                                                                                                   |                                                                                                   |                                                                                                   |                                                                                                   |                                                                                                   |                                                                                                   |  |  | | | | | | |  |  |  |  |  |  |  |  |  |  |  |  |  |  |  |  |  |  |  |  |  |  |
|                                                                       |                                                                       |                                                                       |                                                                       |                                                                       |                                                                       |  |  |                                                                       |                                                                       |                                                                       |                                                                       |                                                                       |                                                                       |  |  |                                                                               |                                                                               |                                                                               |                                                                               | Francisco Fernández de la Cueva, x duque de Alburquerque (1666-1736)          | Francisco Fernández de la Cueva, x duque de Alburquerque (1666-1736)          | Francisco Fernández de la Cueva, x duque de Alburquerque (1666-1736) | Francisco Fernández de la Cueva, x duque de Alburquerque (1666-1736) | Francisco Fernández de la Cueva, x duque de Alburquerque (1666-1736)           | Francisco Fernández de la Cueva, x duque de Alburquerque (1666-1736)           |                                                                                |                                                                                |                                                                                |                                                                                |  |  |                                                                                                   |                                                                                                   |                                                                                                   |                                                                                                   |                                                                                                   |                                                                                                   |  |  | Pedro Miguel de la Cueva, xii duque de Alburquerque (1712-1762)                                             | Pedro Miguel de la Cueva, xii duque de Alburquerque (1712-1762)                                             | Pedro Miguel de la Cueva, xii duque de Alburquerque (1712-1762)                                             | Pedro Miguel de la Cueva, xii duque de Alburquerque (1712-1762)                                             | Pedro Miguel de la Cueva, xii duque de Alburquerque (1712-1762)                                             | Pedro Miguel de la Cueva, xii duque de Alburquerque (1712-1762)                                             |  |  |  |  |  |  |  |  |  |  |  |  |  |  |  |  |  |  |  |  |  |  |
|                                                                       |                                                                       |                                                                       |                                                                       |                                                                       |                                                                       |  |  |                                                                       |                                                                       |                                                                       |                                                                       |                                                                       |                                                                       |  |  |                                                                               |                                                                               |                                                                               |                                                                               | Francisco Fernández de la Cueva, x duque de Alburquerque (1666-1736)          | Francisco Fernández de la Cueva, x duque de Alburquerque (1666-1736)          | Francisco Fernández de la Cueva, x duque de Alburquerque (1666-1736) | Francisco Fernández de la Cueva, x duque de Alburquerque (1666-1736) | Francisco Fernández de la Cueva, x duque de Alburquerque (1666-1736)           | Francisco Fernández de la Cueva, x duque de Alburquerque (1666-1736)           |                                                                                |                                                                                |                                                                                |                                                                                |  |  |                                                                                                   |                                                                                                   |                                                                                                   |                                                                                                   |                                                                                                   |                                                                                                   |  |  | Pedro Miguel de la Cueva, xii duque de Alburquerque (1712-1762)                                             | Pedro Miguel de la Cueva, xii duque de Alburquerque (1712-1762)                                             | Pedro Miguel de la Cueva, xii duque de Alburquerque (1712-1762)                                             | Pedro Miguel de la Cueva, xii duque de Alburquerque (1712-1762)                                             | Pedro Miguel de la Cueva, xii duque de Alburquerque (1712-1762)                                             | Pedro Miguel de la Cueva, xii duque de Alburquerque (1712-1762)                                             |  |  |  |  |  |  |  |  |  |  |  |  |  |  |  |  |  |  |  |  |  |  |
|                                                                       |                                                                       |                                                                       |                                                                       |                                                                       |                                                                       |  |  |                                                                       |                                                                       |                                                                       |                                                                       |                                                                       |                                                                       |  |  |                                                                               |                                                                               |                                                                               |                                                                               |                                                                               |                                                                               |                                                                      |                                                                      |                                                                                |                                                                                |                                                                                |                                                                                |                                                                                |                                                                                |  |  |                                                                                                   |                                                                                                   |                                                                                                   |                                                                                                   |                                                                                                   |                                                                                                   |  |  | | | | | | |  |  |  |  |  |  |  |  |  |  |  |  |  |  |  |  |  |  |  |  |  |  |
|                                                                       |                                                                       |                                                                       |                                                                       |                                                                       |                                                                       |  |  |                                                                       |                                                                       |                                                                       |                                                                       |                                                                       |                                                                       |  |  | Francisco Fernández de la Cueva, xi duque de Alburquerque (1692-1757)         | Francisco Fernández de la Cueva, xi duque de Alburquerque (1692-1757)         | Francisco Fernández de la Cueva, xi duque de Alburquerque (1692-1757)         | Francisco Fernández de la Cueva, xi duque de Alburquerque (1692-1757)         | Francisco Fernández de la Cueva, xi duque de Alburquerque (1692-1757)         | Francisco Fernández de la Cueva, xi duque de Alburquerque (1692-1757)         |                                                                      |                                                                      | Ana Catalina de la Cueva, marquesa de los Balbases (1697-?)                    | Ana Catalina de la Cueva, marquesa de los Balbases (1697-?)                    | Ana Catalina de la Cueva, marquesa de los Balbases (1697-?)                    | Ana Catalina de la Cueva, marquesa de los Balbases (1697-?)                    | Ana Catalina de la Cueva, marquesa de los Balbases (1697-?)                    | Ana Catalina de la Cueva, marquesa de los Balbases (1697-?)                    |  |  |                                                                                                   |                                                                                                   |                                                                                                   |                                                                                                   |                                                                                                   |                                                                                                   |  |  | Miguel de la Cueva, xiii duque de Alburquerque (1743-1803)                                                  | Miguel de la Cueva, xiii duque de Alburquerque (1743-1803)                                                  | Miguel de la Cueva, xiii duque de Alburquerque (1743-1803)                                                  | Miguel de la Cueva, xiii duque de Alburquerque (1743-1803)                                                  | Miguel de la Cueva, xiii duque de Alburquerque (1743-1803)                                                  | Miguel de la Cueva, xiii duque de Alburquerque (1743-1803)                                                  |  |  |  |  |  |  |  |  |  |  |  |  |  |  |  |  |  |  |  |  |  |  |
|                                                                       |                                                                       |                                                                       |                                                                       |                                                                       |                                                                       |  |  |                                                                       |                                                                       |                                                                       |                                                                       |                                                                       |                                                                       |  |  | Francisco Fernández de la Cueva, xi duque de Alburquerque (1692-1757)         | Francisco Fernández de la Cueva, xi duque de Alburquerque (1692-1757)         | Francisco Fernández de la Cueva, xi duque de Alburquerque (1692-1757)         | Francisco Fernández de la Cueva, xi duque de Alburquerque (1692-1757)         | Francisco Fernández de la Cueva, xi duque de Alburquerque (1692-1757)         | Francisco Fernández de la Cueva, xi duque de Alburquerque (1692-1757)         |                                                                      |                                                                      | Ana Catalina de la Cueva, marquesa de los Balbases (1697-?)                    | Ana Catalina de la Cueva, marquesa de los Balbases (1697-?)                    | Ana Catalina de la Cueva, marquesa de los Balbases (1697-?)                    | Ana Catalina de la Cueva, marquesa de los Balbases (1697-?)                    | Ana Catalina de la Cueva, marquesa de los Balbases (1697-?)                    | Ana Catalina de la Cueva, marquesa de los Balbases (1697-?)                    |  |  |                                                                                                   |                                                                                                   |                                                                                                   |                                                                                                   |                                                                                                   |                                                                                                   |  |  | Miguel de la Cueva, xiii duque de Alburquerque (1743-1803)                                                  | Miguel de la Cueva, xiii duque de Alburquerque (1743-1803)                                                  | Miguel de la Cueva, xiii duque de Alburquerque (1743-1803)                                                  | Miguel de la Cueva, xiii duque de Alburquerque (1743-1803)                                                  | Miguel de la Cueva, xiii duque de Alburquerque (1743-1803)                                                  | Miguel de la Cueva, xiii duque de Alburquerque (1743-1803)                                                  |  |  |  |  |  |  |  |  |  |  |  |  |  |  |  |  |  |  |  |  |  |  |
|                                                                       |                                                                       |                                                                       |                                                                       |                                                                       |                                                                       |  |  |                                                                       |                                                                       |                                                                       |                                                                       |                                                                       |                                                                       |  |  |                                                                               |                                                                               |                                                                               |                                                                               |                                                                               |                                                                               |                                                                      |                                                                      |                                                                                |                                                                                |                                                                                |                                                                                |                                                                                |                                                                                |  |  |                                                                                                   |                                                                                                   |                                                                                                   |                                                                                                   |                                                                                                   |                                                                                                   |  |  | | | | | | |  |  |  |  |  |  |  |  |  |  |  |  |  |  |  |  |  |  |  |  |  |  |
|                                                                       |                                                                       |                                                                       |                                                                       |                                                                       |                                                                       |  |  |                                                                       |                                                                       |                                                                       |                                                                       |                                                                       |                                                                       |  |  | María Soledad de la Cueva, marquesa de Santa Cruz (1735-1762)                 | María Soledad de la Cueva, marquesa de Santa Cruz (1735-1762)                 | María Soledad de la Cueva, marquesa de Santa Cruz (1735-1762)                 | María Soledad de la Cueva, marquesa de Santa Cruz (1735-1762)                 | María Soledad de la Cueva, marquesa de Santa Cruz (1735-1762)                 | María Soledad de la Cueva, marquesa de Santa Cruz (1735-1762)                 |                                                                      |                                                                      | María Dominga Spínola, marquesa de Alcañices (1737-1757)                       | María Dominga Spínola, marquesa de Alcañices (1737-1757)                       | María Dominga Spínola, marquesa de Alcañices (1737-1757)                       | María Dominga Spínola, marquesa de Alcañices (1737-1757)                       | María Dominga Spínola, marquesa de Alcañices (1737-1757)                       | María Dominga Spínola, marquesa de Alcañices (1737-1757)                       |  |  | José Miguel de la Cueva, xiv duque de Alburquerque (1775-1811)                                    | José Miguel de la Cueva, xiv duque de Alburquerque (1775-1811)                                    | José Miguel de la Cueva, xiv duque de Alburquerque (1775-1811)                                    | José Miguel de la Cueva, xiv duque de Alburquerque (1775-1811)                                    | José Miguel de la Cueva, xiv duque de Alburquerque (1775-1811)                                    | José Miguel de la Cueva, xiv duque de Alburquerque (1775-1811)                                    |  |  | María Magdalena de la Cueva, condesa de Cervellón († 1799)                                                  | María Magdalena de la Cueva, condesa de Cervellón († 1799)                                                  | María Magdalena de la Cueva, condesa de Cervellón († 1799)                                                  | María Magdalena de la Cueva, condesa de Cervellón († 1799)                                                  | María Magdalena de la Cueva, condesa de Cervellón († 1799)                                                  | María Magdalena de la Cueva, condesa de Cervellón († 1799)                                                  |  |  |  |  |  |  |  |  |  |  |  |  |  |  |  |  |  |  |  |  |  |  |
|                                                                       |                                                                       |                                                                       |                                                                       |                                                                       |                                                                       |  |  |                                                                       |                                                                       |                                                                       |                                                                       |                                                                       |                                                                       |  |  | María Soledad de la Cueva, marquesa de Santa Cruz (1735-1762)                 | María Soledad de la Cueva, marquesa de Santa Cruz (1735-1762)                 | María Soledad de la Cueva, marquesa de Santa Cruz (1735-1762)                 | María Soledad de la Cueva, marquesa de Santa Cruz (1735-1762)                 | María Soledad de la Cueva, marquesa de Santa Cruz (1735-1762)                 | María Soledad de la Cueva, marquesa de Santa Cruz (1735-1762)                 |                                                                      |                                                                      | María Dominga Spínola, marquesa de Alcañices (1737-1757)                       | María Dominga Spínola, marquesa de Alcañices (1737-1757)                       | María Dominga Spínola, marquesa de Alcañices (1737-1757)                       | María Dominga Spínola, marquesa de Alcañices (1737-1757)                       | María Dominga Spínola, marquesa de Alcañices (1737-1757)                       | María Dominga Spínola, marquesa de Alcañices (1737-1757)                       |  |  | José Miguel de la Cueva, xiv duque de Alburquerque (1775-1811)                                    | José Miguel de la Cueva, xiv duque de Alburquerque (1775-1811)                                    | José Miguel de la Cueva, xiv duque de Alburquerque (1775-1811)                                    | José Miguel de la Cueva, xiv duque de Alburquerque (1775-1811)                                    | José Miguel de la Cueva, xiv duque de Alburquerque (1775-1811)                                    | José Miguel de la Cueva, xiv duque de Alburquerque (1775-1811)                                    |  |  | María Magdalena de la Cueva, condesa de Cervellón († 1799)                                                  | María Magdalena de la Cueva, condesa de Cervellón († 1799)                                                  | María Magdalena de la Cueva, condesa de Cervellón († 1799)                                                  | María Magdalena de la Cueva, condesa de Cervellón († 1799)                                                  | María Magdalena de la Cueva, condesa de Cervellón († 1799)                                                  | María Magdalena de la Cueva, condesa de Cervellón († 1799)                                                  |  |  |  |  |  |  |  |  |  |  |  |  |  |  |  |  |  |  |  |  |  |  |
|                                                                       |                                                                       |                                                                       |                                                                       |                                                                       |                                                                       |  |  |                                                                       |                                                                       |                                                                       |                                                                       |                                                                       |                                                                       |  |  | Francisco de Asís de Silva-Bazán, iv marqués del Viso (1756-1779)             | Francisco de Asís de Silva-Bazán, iv marqués del Viso (1756-1779)             | Francisco de Asís de Silva-Bazán, iv marqués del Viso (1756-1779)             | Francisco de Asís de Silva-Bazán, iv marqués del Viso (1756-1779)             | Francisco de Asís de Silva-Bazán, iv marqués del Viso (1756-1779)             | Francisco de Asís de Silva-Bazán, iv marqués del Viso (1756-1779)             |                                                                      |                                                                      | Manuel Miguel Osorio, xv marqués de Alcañices (1757-1813)                      | Manuel Miguel Osorio, xv marqués de Alcañices (1757-1813)                      | Manuel Miguel Osorio, xv marqués de Alcañices (1757-1813)                      | Manuel Miguel Osorio, xv marqués de Alcañices (1757-1813)                      | Manuel Miguel Osorio, xv marqués de Alcañices (1757-1813)                      | Manuel Miguel Osorio, xv marqués de Alcañices (1757-1813)                      |  |  |                                                                                                   |                                                                                                   |                                                                                                   |                                                                                                   |                                                                                                   |                                                                                                   |  |  | Felipe Osorio, duque de Fernán Núñez (1795-1859)                                                            | Felipe Osorio, duque de Fernán Núñez (1795-1859)                                                            | Felipe Osorio, duque de Fernán Núñez (1795-1859)                                                            | Felipe Osorio, duque de Fernán Núñez (1795-1859)                                                            | Felipe Osorio, duque de Fernán Núñez (1795-1859)                                                            | Felipe Osorio, duque de Fernán Núñez (1795-1859)                                                            |  |  |  |  |  |  |  |  |  |  |  |  |  |  |  |  |  |  |  |  |  |  |
|                                                                       |                                                                       |                                                                       |                                                                       |                                                                       |                                                                       |  |  |                                                                       |                                                                       |                                                                       |                                                                       |                                                                       |                                                                       |  |  | Francisco de Asís de Silva-Bazán, iv marqués del Viso (1756-1779)             | Francisco de Asís de Silva-Bazán, iv marqués del Viso (1756-1779)             | Francisco de Asís de Silva-Bazán, iv marqués del Viso (1756-1779)             | Francisco de Asís de Silva-Bazán, iv marqués del Viso (1756-1779)             | Francisco de Asís de Silva-Bazán, iv marqués del Viso (1756-1779)             | Francisco de Asís de Silva-Bazán, iv marqués del Viso (1756-1779)             |                                                                      |                                                                      | Manuel Miguel Osorio, xv marqués de Alcañices (1757-1813)                      | Manuel Miguel Osorio, xv marqués de Alcañices (1757-1813)                      | Manuel Miguel Osorio, xv marqués de Alcañices (1757-1813)                      | Manuel Miguel Osorio, xv marqués de Alcañices (1757-1813)                      | Manuel Miguel Osorio, xv marqués de Alcañices (1757-1813)                      | Manuel Miguel Osorio, xv marqués de Alcañices (1757-1813)                      |  |  |                                                                                                   |                                                                                                   |                                                                                                   |                                                                                                   |                                                                                                   |                                                                                                   |  |  | Felipe Osorio, duque de Fernán Núñez (1795-1859)                                                            | Felipe Osorio, duque de Fernán Núñez (1795-1859)                                                            | Felipe Osorio, duque de Fernán Núñez (1795-1859)                                                            | Felipe Osorio, duque de Fernán Núñez (1795-1859)                                                            | Felipe Osorio, duque de Fernán Núñez (1795-1859)                                                            | Felipe Osorio, duque de Fernán Núñez (1795-1859)                                                            |  |  |  |  |  |  |  |  |  |  |  |  |  |  |  |  |  |  |  |  |  |  |
|                                                                       |                                                                       |                                                                       |                                                                       |                                                                       |                                                                       |  |  |                                                                       |                                                                       |                                                                       |                                                                       |                                                                       |                                                                       |  |  |                                                                               |                                                                               |                                                                               |                                                                               |                                                                               |                                                                               |                                                                      |                                                                      | Nicolás Osorio, xvi marqués de Alcañices, xv duque de Alburquerque (1799-1866) | Nicolás Osorio, xvi marqués de Alcañices, xv duque de Alburquerque (1799-1866) | Nicolás Osorio, xvi marqués de Alcañices, xv duque de Alburquerque (1799-1866) | Nicolás Osorio, xvi marqués de Alcañices, xv duque de Alburquerque (1799-1866) | Nicolás Osorio, xvi marqués de Alcañices, xv duque de Alburquerque (1799-1866) | Nicolás Osorio, xvi marqués de Alcañices, xv duque de Alburquerque (1799-1866) |  |  |                                                                                                   |                                                                                                   |                                                                                                   |                                                                                                   |                                                                                                   |                                                                                                   |  |  | María del Pilar Osorio, iii duquesa de Fernán Núñez (1829-1921) Con sucesión en los duques de Fernán Núñez. | María del Pilar Osorio, iii duquesa de Fernán Núñez (1829-1921) Con sucesión en los duques de Fernán Núñez. | María del Pilar Osorio, iii duquesa de Fernán Núñez (1829-1921) Con sucesión en los duques de Fernán Núñez. | María del Pilar Osorio, iii duquesa de Fernán Núñez (1829-1921) Con sucesión en los duques de Fernán Núñez. | María del Pilar Osorio, iii duquesa de Fernán Núñez (1829-1921) Con sucesión en los duques de Fernán Núñez. | María del Pilar Osorio, iii duquesa de Fernán Núñez (1829-1921) Con sucesión en los duques de Fernán Núñez. |  |  |  |  |  |  |  |  |  |  |  |  |  |  |  |  |  |  |  |  |  |  |
|                                                                       |                                                                       |                                                                       |                                                                       |                                                                       |                                                                       |  |  |                                                                       |                                                                       |                                                                       |                                                                       |                                                                       |                                                                       |  |  |                                                                               |                                                                               |                                                                               |                                                                               |                                                                               |                                                                               |                                                                      |                                                                      | Nicolás Osorio, xvi marqués de Alcañices, xv duque de Alburquerque (1799-1866) | Nicolás Osorio, xvi marqués de Alcañices, xv duque de Alburquerque (1799-1866) | Nicolás Osorio, xvi marqués de Alcañices, xv duque de Alburquerque (1799-1866) | Nicolás Osorio, xvi marqués de Alcañices, xv duque de Alburquerque (1799-1866) | Nicolás Osorio, xvi marqués de Alcañices, xv duque de Alburquerque (1799-1866) | Nicolás Osorio, xvi marqués de Alcañices, xv duque de Alburquerque (1799-1866) |  |  |                                                                                                   |                                                                                                   |                                                                                                   |                                                                                                   |                                                                                                   |                                                                                                   |  |  | María del Pilar Osorio, iii duquesa de Fernán Núñez (1829-1921) Con sucesión en los duques de Fernán Núñez. | María del Pilar Osorio, iii duquesa de Fernán Núñez (1829-1921) Con sucesión en los duques de Fernán Núñez. | María del Pilar Osorio, iii duquesa de Fernán Núñez (1829-1921) Con sucesión en los duques de Fernán Núñez. | María del Pilar Osorio, iii duquesa de Fernán Núñez (1829-1921) Con sucesión en los duques de Fernán Núñez. | María del Pilar Osorio, iii duquesa de Fernán Núñez (1829-1921) Con sucesión en los duques de Fernán Núñez. | María del Pilar Osorio, iii duquesa de Fernán Núñez (1829-1921) Con sucesión en los duques de Fernán Núñez. |  |  |  |  |  |  |  |  |  |  |  |  |  |  |  |  |  |  |  |  |  |  |
|                                                                       |                                                                       |                                                                       |                                                                       |                                                                       |                                                                       |  |  |                                                                       |                                                                       |                                                                       |                                                                       |                                                                       |                                                                       |  |  |                                                                               |                                                                               |                                                                               |                                                                               |                                                                               |                                                                               |                                                                      |                                                                      |                                                                                |                                                                                |                                                                                |                                                                                |                                                                                |                                                                                |  |  |                                                                                                   |                                                                                                   |                                                                                                   |                                                                                                   |                                                                                                   |                                                                                                   |  |  | | | | | | |  |  |  |  |  |  |  |  |  |  |  |  |  |  |  |  |  |  |  |  |  |  |
|                                                                       |                                                                       |                                                                       |                                                                       |                                                                       |                                                                       |  |  |                                                                       |                                                                       |                                                                       |                                                                       |                                                                       |                                                                       |  |  | José Osorio, xvii marqués de Alcañices, xvi duque de Alburquerque (1825-1909) | José Osorio, xvii marqués de Alcañices, xvi duque de Alburquerque (1825-1909) | José Osorio, xvii marqués de Alcañices, xvi duque de Alburquerque (1825-1909) | José Osorio, xvii marqués de Alcañices, xvi duque de Alburquerque (1825-1909) | José Osorio, xvii marqués de Alcañices, xvi duque de Alburquerque (1825-1909) | José Osorio, xvii marqués de Alcañices, xvi duque de Alburquerque (1825-1909) |                                                                      |                                                                      | Joaquín Osorio, marqués de los Arenales (1826–1857)                            | Joaquín Osorio, marqués de los Arenales (1826–1857)                            | Joaquín Osorio, marqués de los Arenales (1826–1857)                            | Joaquín Osorio, marqués de los Arenales (1826–1857)                            | Joaquín Osorio, marqués de los Arenales (1826–1857)                            | Joaquín Osorio, marqués de los Arenales (1826–1857)                            |  |  |                                                                                                   |                                                                                                   |                                                                                                   |                                                                                                   |                                                                                                   |                                                                                                   |  |  | | | | | | |  |  |  |  |  |  |  |  |  |  |  |  |  |  |  |  |  |  |  |  |  |  |
|                                                                       |                                                                       |                                                                       |                                                                       |                                                                       |                                                                       |  |  |                                                                       |                                                                       |                                                                       |                                                                       |                                                                       |                                                                       |  |  | José Osorio, xvii marqués de Alcañices, xvi duque de Alburquerque (1825-1909) | José Osorio, xvii marqués de Alcañices, xvi duque de Alburquerque (1825-1909) | José Osorio, xvii marqués de Alcañices, xvi duque de Alburquerque (1825-1909) | José Osorio, xvii marqués de Alcañices, xvi duque de Alburquerque (1825-1909) | José Osorio, xvii marqués de Alcañices, xvi duque de Alburquerque (1825-1909) | José Osorio, xvii marqués de Alcañices, xvi duque de Alburquerque (1825-1909) |                                                                      |                                                                      | Joaquín Osorio, marqués de los Arenales (1826–1857)                            | Joaquín Osorio, marqués de los Arenales (1826–1857)                            | Joaquín Osorio, marqués de los Arenales (1826–1857)                            | Joaquín Osorio, marqués de los Arenales (1826–1857)                            | Joaquín Osorio, marqués de los Arenales (1826–1857)                            | Joaquín Osorio, marqués de los Arenales (1826–1857)                            |  |  |                                                                                                   |                                                                                                   |                                                                                                   |                                                                                                   |                                                                                                   |                                                                                                   |  |  | | | | | | |  |  |  |  |  |  |  |  |  |  |  |  |  |  |  |  |  |  |  |  |  |  |
|                                                                       |                                                                       |                                                                       |                                                                       |                                                                       |                                                                       |  |  |                                                                       |                                                                       |                                                                       |                                                                       |                                                                       |                                                                       |  |  |                                                                               |                                                                               |                                                                               |                                                                               |                                                                               |                                                                               |                                                                      |                                                                      | José Osorio, ix conde de la Corzana (1854–1919)                                |                                                                                |                                                                                |                                                                                |                                                                                |                                                                                |  |  |                                                                                                   |                                                                                                   |                                                                                                   |                                                                                                   |                                                                                                   |                                                                                                   |  |  | | | | | | |  |  |  |  |  |  |  |  |  |  |  |  |  |  |  |  |  |  |  |  |  |  |
|                                                                       |                                                                       |                                                                       |                                                                       |                                                                       |                                                                       |  |  |                                                                       |                                                                       |                                                                       |                                                                       |                                                                       |                                                                       |  |  |                                                                               |                                                                               |                                                                               |                                                                               |                                                                               |                                                                               |                                                                      |                                                                      |                                                                                |                                                                                |                                                                                |                                                                                |                                                                                |                                                                                |  |  |                                                                                                   |                                                                                                   |                                                                                                   |                                                                                                   |                                                                                                   |                                                                                                   |  |  | | | | | | |  |  |  |  |  |  |  |  |  |  |  |  |  |  |  |  |  |  |  |  |  |  |
|                                                                       |                                                                       |                                                                       |                                                                       |                                                                       |                                                                       |  |  |                                                                       |                                                                       |                                                                       |                                                                       |                                                                       |                                                                       |  |  |                                                                               |                                                                               |                                                                               |                                                                               |                                                                               |                                                                               |                                                                      |                                                                      | Miguel Osorio, xvii duque de Alburquerque (1886–1942)                          |                                                                                |                                                                                |                                                                                |                                                                                |                                                                                |  |  |                                                                                                   |                                                                                                   |                                                                                                   |                                                                                                   |                                                                                                   |                                                                                                   |  |  | | | | | | |  |  |  |  |  |  |  |  |  |  |  |  |  |  |  |  |  |  |  |  |  |  |
|                                                                       |                                                                       |                                                                       |                                                                       |                                                                       |                                                                       |  |  |                                                                       |                                                                       |                                                                       |                                                                       |                                                                       |                                                                       |  |  |                                                                               |                                                                               |                                                                               |                                                                               |                                                                               |                                                                               |                                                                      |                                                                      |                                                                                |                                                                                |                                                                                |                                                                                |                                                                                |                                                                                |  |  |                                                                                                   |                                                                                                   |                                                                                                   |                                                                                                   |                                                                                                   |                                                                                                   |  |  | | | | | | |  |  |  |  |  |  |  |  |  |  |  |  |  |  |  |  |  |  |  |  |  |  |
|                                                                       |                                                                       |                                                                       |                                                                       |                                                                       |                                                                       |  |  |                                                                       |                                                                       |                                                                       |                                                                       |                                                                       |                                                                       |  |  |                                                                               |                                                                               |                                                                               |                                                                               |                                                                               |                                                                               |                                                                      |                                                                      | Beltrán Osorio, xviii duque de Alburquerque (1918–1994)                        |                                                                                |                                                                                |                                                                                |                                                                                |                                                                                |  |  |                                                                                                   |                                                                                                   |                                                                                                   |                                                                                                   |                                                                                                   |                                                                                                   |  |  | | | | | | |  |  |  |  |  |  |  |  |  |  |  |  |  |  |  |  |  |  |  |  |  |  |
|                                                                       |                                                                       |                                                                       |                                                                       |                                                                       |                                                                       |  |  |                                                                       |                                                                       |                                                                       |                                                                       |                                                                       |                                                                       |  |  |                                                                               |                                                                               |                                                                               |                                                                               |                                                                               |                                                                               |                                                                      |                                                                      |                                                                                |                                                                                |                                                                                |                                                                                |                                                                                |                                                                                |  |  |                                                                                                   |                                                                                                   |                                                                                                   |                                                                                                   |                                                                                                   |                                                                                                   |  |  | | | | | | |  |  |  |  |  |  |  |  |  |  |  |  |  |  |  |  |  |  |  |  |  |  |
|                                                                       |                                                                       |                                                                       |                                                                       |                                                                       |                                                                       |  |  |                                                                       |                                                                       |                                                                       |                                                                       |                                                                       |                                                                       |  |  |                                                                               |                                                                               |                                                                               |                                                                               |                                                                               |                                                                               |                                                                      |                                                                      | Juan Miguel Osorio, xix duque de Alburquerque (n. 1958)                        |                                                                                |                                                                                |                                                                                |                                                                                |                                                                                |  |  |                                                                                                   |                                                                                                   |                                                                                                   |                                                                                                   |                                                                                                   |                                                                                                   |  |  | | | | | | |  |  |  |  |  |  |  |  |  |  |  |  |  |  |  |  |  |  |  |  |  |  |
|                                                                       |                                                                       |                                                                       |                                                                       |                                                                       |                                                                       |  |  |                                                                       |                                                                       |                                                                       |                                                                       |                                                                       |                                                                       |  |  |                                                                               |                                                                               |                                                                               |                                                                               |                                                                               |                                                                               |                                                                      |                                                                      |                                                                                |                                                                                |                                                                                |                                                                                |                                                                                |                                                                                |  |  |                                                                                                   |                                                                                                   |                                                                                                   |                                                                                                   |                                                                                                   |                                                                                                   |  |  | | | | | | |  |  |  |  |  |  |  |  |  |  |  |  |  |  |  |  |  |  |  |  |  |  |
|                                                                       |                                                                       |                                                                       |                                                                       |                                                                       |                                                                       |  |  |                                                                       |                                                                       |                                                                       |                                                                       |                                                                       |                                                                       |  |  |                                                                               |                                                                               |                                                                               |                                                                               |                                                                               |                                                                               |                                                                      |                                                                      | Beatriz Osorio y Letelier (n. 1988)                                            |                                                                                |                                                                                |                                                                                |                                                                                |                                                                                |  |  |                                                                                                   |                                                                                                   |                                                                                                   |                                                                                                   |                                                                                                   |                                                                                                   |  |  | | | | | | |  |  |  |  |  |  |  |  |  |  |  |  |  |  |  |  |  |  |  |  |  |  |